# Europastraße 763
Die Europastraße 763 (kurz: E 763) führt durch die Staaten Serbien und Montenegro und ist etwa 330 Kilometer lang.

## Verlauf
Die Straße beginnt bei der serbischen Hauptstadt Belgrad, führt auf der Strecke der 22 in südlicher Richtung über Gornji Milanovac und Čačak, wo die E 763 auf die E 761 trifft und auf die 23 wechselt, nach Kraljevo und Užice über die 21 nach Nova Varoš und Brodarevo zur Grenze nach Montenegro. Südlich von Bijelo Polje endet die E 763 an der Kreuzung mit den Europastraßen 65 und 80. 
Zukünftig wird die Strecke durch die serbischen Autobahnen 2, 4 und 6 geführt werden.